# Xabier Pikaza
 (janvier 2021).
Xabier Pikaza Ibarrondo (12 juin 1941) est un théologien espagnol proche de la Théologie de la libération.

## Biographie

### Origines et études
Pikaza est née à Orozco (Biscaye, Espagne) en 1941. Il entre dans l'Ordre de la Miséricorde, au sein duquel il est ordonné prêtre de l'Église catholique. Il a étudié la théologie à l'Université pontificale de Salamanque, où il a obtenu son diplôme de docteur en 1965. Plus tard, il a obtenu un doctorat en philosophie à l'Université pontificale Saint-Thomas-d'Aquin (1972) et s'est spécialisé en philologie biblique à l'Institut biblique pontifical.
En 1972, il a commencé à enseigner à la faculté de théologie de l'UPSA, où il est devenu professeur en 1975. En 1985, la Congrégation du Vatican pour les Séminaires et l'Université et la Congrégation pour la doctrine de la foi lui ont refusé le nihil obstat pour ses idées sur la théologie dogmatique ; il ne pouvait donc pas enseigner dans les universités de l'Église catholique. En 1989, il a obtenu à nouveau le nihil obstat, mais pour enseigner la phénoménologie et l'histoire des religions, et non la théologie dogmatique. Il a repris son travail de professeur à l'UPSA jusqu'à ce qu'il soit à nouveau licencié pour des problèmes doctrinaux en 2003. Pendant cette période, il a quitté l'ordre des Mercedaristes et le sacerdoce, épousant María Isabel Pérez Chaves.
Il a développé une énorme activité, allant de conférences à des dizaines de livres et d'articles publiés dans des magazines et des encyclopédies. Il est l'un des neuf experts qui n'ont pas été des hommes politiques, des victimes, des témoins ou des fonctionnaires de l'État, appelés par la Commission d'enquête sur les attentats du 11 mars à Madrid à donner leur avis et à apporter leur connaissance des implications de cette question, et à l'évaluer à partir de leur domaine de connaissance des religions.

## Ouvrages
- Los caminos adversos de Dios. Lectura de Job, Madrid, Madrid: San Pablo, 2020
- Ciudad Biblia. Una guía para adentrarse, perderse y encontrarse en los libros bíblicos, Estella: Verbo Divino, 2019
- Palabras originarias para entender a Jesús, (Xabier Pikaza y Vicente Haya), San Pablo, Madrid 2018
- Ejercicio de amor. Recorrido por el Cántico Espiritual de san Juan de la Cruz, San Pablo, Madrid 2017
- Evangelio de Mateo. De Jesús a la Iglesia, Verbo Divino, Estella 2017
- La familia en la Biblia, Verbo Divino, Estella 2014
- Historia de Jesús, Verbo Divino, Estella 2013
- Teodicea. Itinerarios del hombre a Dios, Sígueme, Salamanca 2013
- Evangelio de Marcos. La Buena Noticia de Jesús, Verbo Divino, Estella 2012
- Diccionario de pensadores cristianos, Verbo Divino, Estella 2010
- Diccionario de las religiones monoteístas (en colaboración con Abdelmunin Aya), Verbo Divino, Estella. 2010
- Palabras de Amor. Guía del amor humano y cristiano, Desclée de Brouwer, Bilbao 2007
- Diccionario Bíblico. Historia y Palabra, Verbo Divino, Estella 2007
- Enchiridion Trinitatis, Sec. Trinitario, Salamanca 2005
- Violencia y religión en la historia de occidente, Tirant lo Blanch, Valencia 2005
- Un autor se confiesa, en Frontera PM 36 (2005)
- Dios es Palabra. Teodicea Bíblica, Sal Terrae, Santander 2004
- Violencia y diálogo de religiones. Un proyecto de paz, Sal Terrae, Santander 2004
- Las grandes religiones. Historia y actualidad, Ediciones Témpora, Madrid 2002
- Monoteísmo y  Globalización. Moisés, Jesús, Mahoma, Verbo Divino, Estella 2002 (traducción al portugués, Brasil)
- Sistema, Libertad, Iglesia. Las instituciones del Nuevo Testamento (Trotta, Madrid 2001) [trad. italiana y portuguesa]
- El Fenómeno Religioso (Trotta, Madrid 2000).
- Los carismas de la Iglesia. Presencia del Espíritu Santo en la historia (avec N. Silanes), Secr.Trinitario, Salamanca 1999
- Teología y palabra de Dios, en J. Bosch, Panorama de la teología española, EVD, Estella 1999, 499-516.
- El Espíritu Santo en los orígenes de la Iglesia (con S. Guijarro y E. Romero Pose), Universidad de Deusto 1998
- El Señor de los ejércitos. Historia y teología de la guerra. PPC, Madrid 1997
- Pensar a Dios (avec W. Pannemberg y B. Forte), Secretariado Trinitario, Salamanca 1997
- Las siete palabras de X. Pikaza, PPC, Madrid 1997
- El Señor de los ejércitos, PPC, Madrid 1996
- Diccionario Teológico El Dios cristiano (con N. Silanes)  Secretariado Trinitario, 1992 (Trad. Portuguesa)
- Hombre y mujer en las religiones, Verbo Divino, Estella 1996
- La Mujer en las grandes religiones, Desclée de Brouwer, Bilbao 1991
- El Misterio de Dios, San Pio X , Madrid 1990
- Dios como Espíritu y Persona, Secretariado Trinitario, Salamanca 1989
- Hijo eterno y Espíritu de Dios, Secr. Trinitario, Salamanca 1987
- Hermanos de Jesús y servidores de los más pequeños (Mt 25, 31-46), Sígueme, Salamanca 1984
- El Espíritu Santo y Jesús, Secretariado Trinitario, Salamanca 1982
- Experiencia religiosa y cristianismo (Sígueme, Salamanca 1981)
- María y el Espíritu Santo, Secretariado Trinitario, Salamanca 1981 (trad. portuguesa)
- Evangelio de Jesús y praxis marxista (Marova, Madrid 1977)
- Las dimensiones de Dios. La respuesta de la Biblia, Sígueme, Salamanca 1973
- La Trinidad en la Biblia (avec S. Cipriani, D. Mollat), Secretariado Trinitario, Salamanca 1973
- Exégesis y filosofía. El pensamiento de R. Bultmman y O. Cullmann, Casa de la Biblia, Madrid  1972.